# Västergötlands runinskrifter 50
Västergötlands runinskrifter 50 är en vikingatida runristning på en gravhäll av kalksten vid Husaby kyrka, Husaby socken och Götene kommun. Stenen är 2,28 meter hög, 1,05 meter bred och 0,15-0,17 meter tjock. Runhöjden är 8-13 centimeter. Stenen påträffades år 1900 vid en restaurering av kyrkan under en igenmurad dörr. Säkerligen har den ursprungligen fungerat som gravsten men står nu rest på kyrkogården.

## Inskriften
Translitterering av runraden:
asur × aui × suin × auk × þorir × þir × lakþu [×] stin × þina × ufir × moþur × sina × oluf × (k)uþ hial(b)i × si(a)l × hinar × auk × kus moþir × auk × alir × kus iklar
Normalisering till runsvenska:
Assurr ok Svæinn ok Þoriʀ, þæiʀ lagðu stæin þenna yfiʀ moður sina Olof. Guð hialpi sial hænnaʀ ok Guðs moðiʀ ok alliʀ Guðs ænglaʀ.
Översättning till nusvenska:
Assur och Sven och Tore, de lade denna sten över sin moder Oluv. Gud hjälpe hennes själ och Guds moder och alla Guds änglar.